# Tkemali

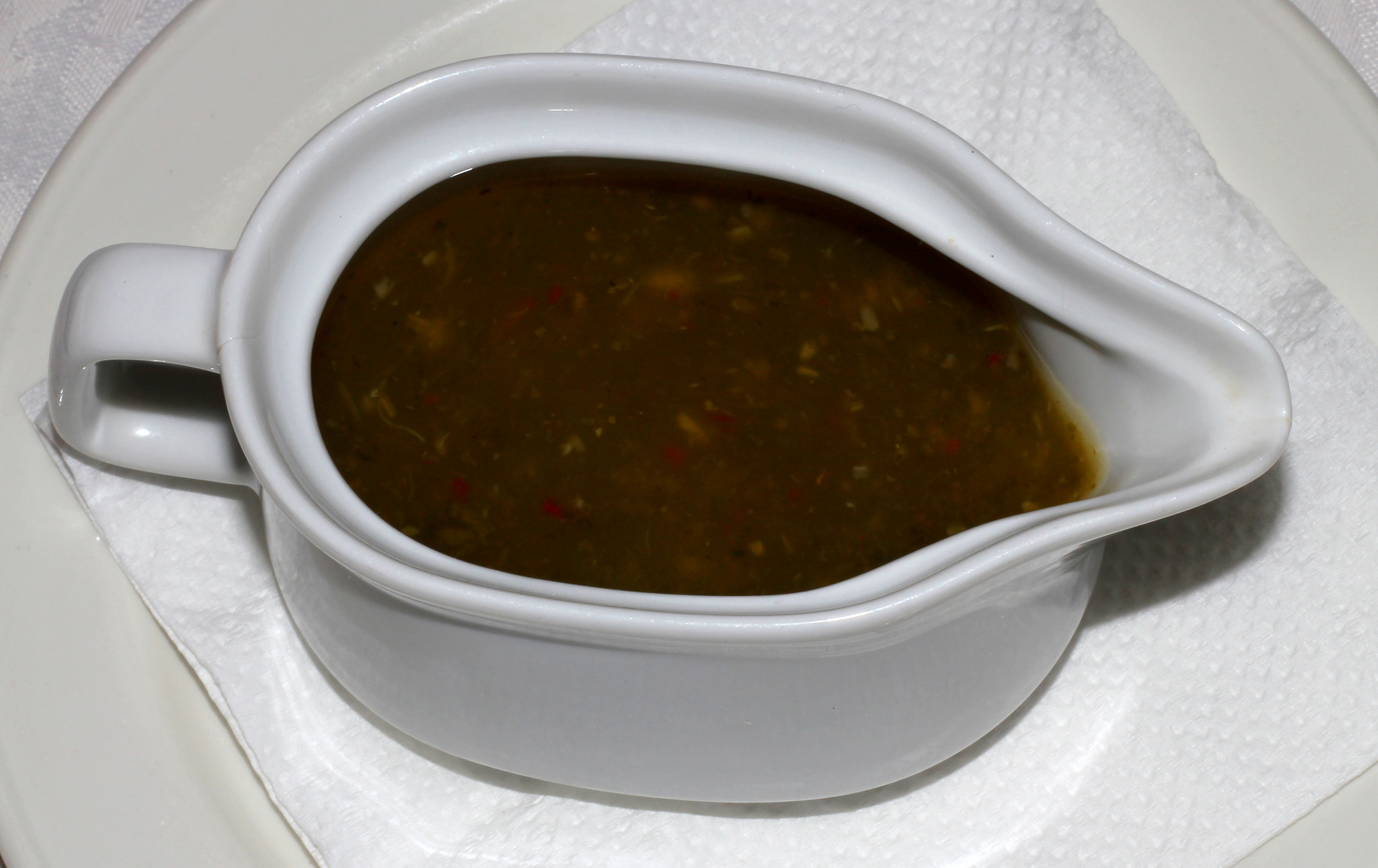
Tkemali.

Le tkemali est le nom d'une variété de prune géorgienne et d'une sauce aux prunes dont elle est l'ingrédient principal.

## Saucetkemali
La sauce se compose d'une variété locale de mirabelle, d'ail, de pouliot, de coriandre, d'aneth, de piment et de sel.